# División de Honor femenina de waterpolo 2020-21
La División de Honor femenina de waterpolo 2020-21 es la 34.ª edición de la  máxima categoría femenina de waterpolo. El torneo es organizado por la Real Federación Española de Natación. El C.N. Mataró es el vigente campeón de la competición.

## Desarrollo
La principal novedad de esta temporada es el número de equipos. Habrá 12 equipos participantes debido a que en la pasada temporada no hubo descenso pero sí hubo dos equipos ascendidos; esto es debido a la pandemia de enfermedad por coronavirus que produjo que no pueda completarse totalmente la competición y tuvo que ser suspendida, dando como campeón al CN Mataró.
En la primera fase de la liga se constituyen dos grupos de seis equipos, mediante sorteo por parejas y las 6 líneas de equipos, según la clasificación obtenida en la temporada 2019-20, jugando bajo el sistema de liga de todos contra todos a doble vuelta.
En la segunda fase, los tres primeros clasificados de cada grupos constituyen el grupo C y los tres peores clasificados de cada grupo constituyen el grupo D. Ambos jugarán bajo el sistema de liga a doble partido con los tres equipos clasificados del otro grupo. Los cuatro mejores clasificados del grupo C de esta fase se clasificarán a la fase final, mientras que el peor clasificado del grupo D descenderá y el penúltimo del mismo grupo se jugará la permanencia ante el segundo clasificado de la Primera División Nacional.

## Equipos participantes
- A.R. Concepción Ciudad Lineal
- CDN Boadilla
- C.N. Mataró
- CE Mediterrani
- CN Catalunya
- C.N. Rubí
- C.N. Sabadell
- C.N. Sant Andreu
- C.N. Sant Feliu
- C.N. Terrasa
- Escuela Waterpolo Zaragoza
- Leioa Waterpolo

## Clasificación

### Grupo A
| 1                                                                  | C.N. Sabadell   | 28 | 10 | 9 | 1 | 0  | 170 | 60  | 110  | 170 | 60  | 110  |
| 2                                                                  | CE Mediterrani  | 25 | 10 | 8 | 1 | 1  | 176 | 67  | 109  | 176 | 67  | 109  |
| 3                                                                  | CN Catalunya    | 12 | 10 | 4 | 0 | 6  | 91  | 129 | -38  | 91  | 129 | -38  |
| 4                                                                  | C.N. Sant Feliu | 12 | 10 | 4 | 0 | 6  | 86  | 116 | -30  | 86  | 116 | -30  |
| 5                                                                  | CDN Boadilla    | 12 | 10 | 4 | 0 | 6  | 87  | 117 | -30  | 87  | 117 | -30  |
| 6                                                                  | Leioa Waterpolo | 0  | 10 | 0 | 0 | 10 | 61  | 182 | -121 | 61  | 182 | -121 |
| Fuente: Federación Española de Natación (actualización automática) |                 |    |    |   |   |    |     |     |      |     |     |      |

### Grupo B
| 1                                                                  | C.N. Mataró                   | 30 | 10 | 10 | 0 | 0 | 171 | 72  | 99   | 171 | 72  | 99   |
| 2                                                                  | C.N. Terrasa                  | 21 | 9  | 7  | 0 | 2 | 126 | 76  | 50   | 126 | 76  | 50   |
| 3                                                                  | C.N. Sant Andreu              | 13 | 8  | 4  | 1 | 3 | 114 | 75  | 39   | 114 | 75  | 39   |
| 4                                                                  | C.N. Rubí                     | 10 | 9  | 3  | 1 | 5 | 92  | 103 | -11  | 92  | 103 | -11  |
| 5                                                                  | Escuela Waterpolo Zaragoza    | 6  | 9  | 2  | 0 | 7 | 71  | 139 | -68  | 71  | 139 | -68  |
| 6                                                                  | A.R. Concepción Ciudad Lineal | 0  | 9  | 0  | 0 | 9 | 65  | 174 | -109 | 65  | 174 | -109 |
| Fuente: Federación Española de Natación (actualización automática) |                               |    |    |    |   |   |     |     |      |     |     |      |